# Sierra de las Animas
La sierra de las Animas (en espagnol : Sierra de las Ánimas) est une chaîne de collines d'altitude moyenne qui s'étend dans le Sud-Est de l'Uruguay. C'est une ramification méridionale de la Cuchilla Grande qui renferme les deuxième et troisième sommets les plus élevés du pays, le cerro de las Animas et le cerro Pan de Azúcar.

## Géographie

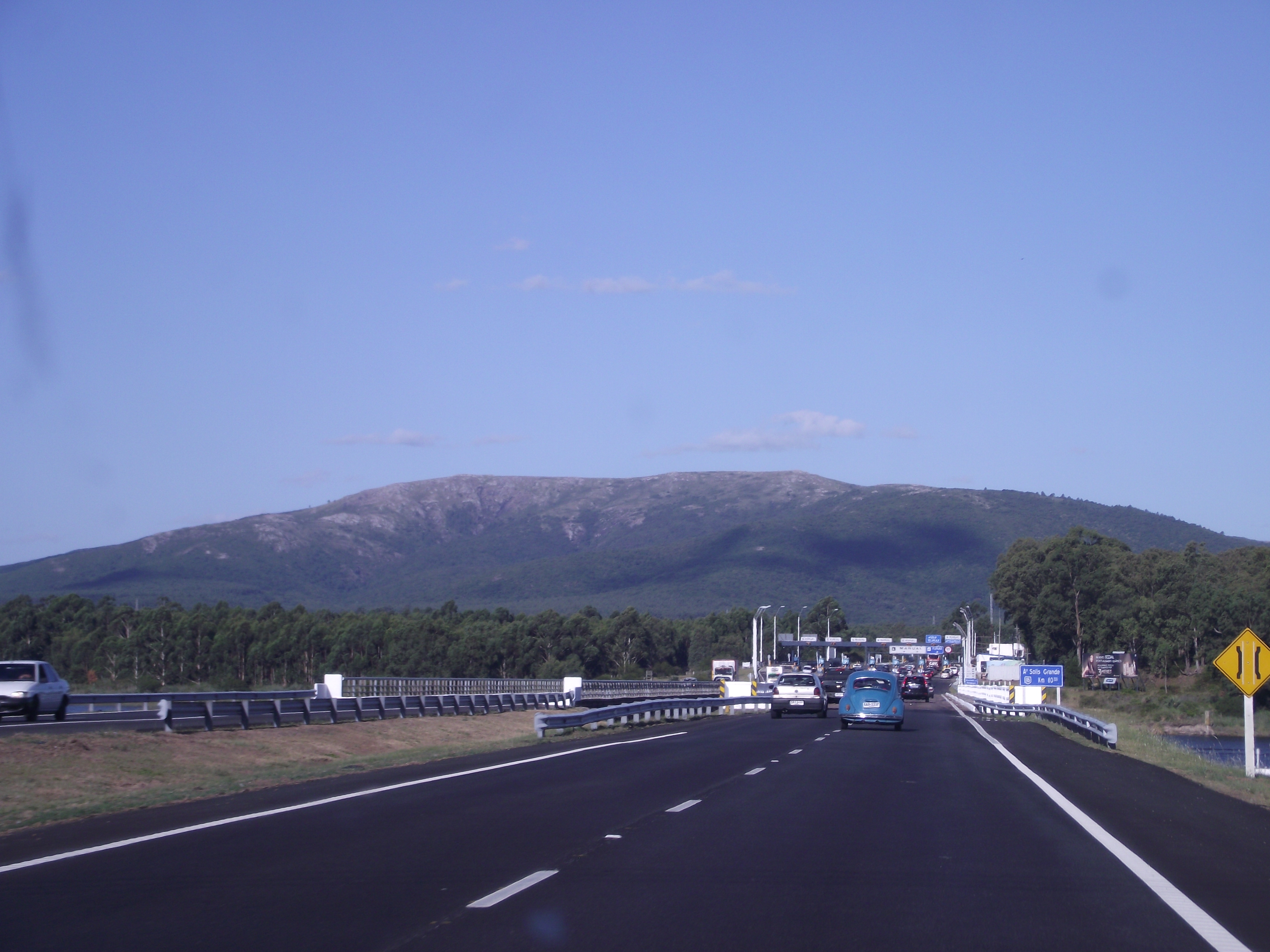
Le cerro de las Ánimas est le deuxième sommet de l'Uruguay.

La sierra de las Ánimas concentre des paysages naturels propres à la Cuchilla Grande, dont elle est une ramification géomorphologique. 

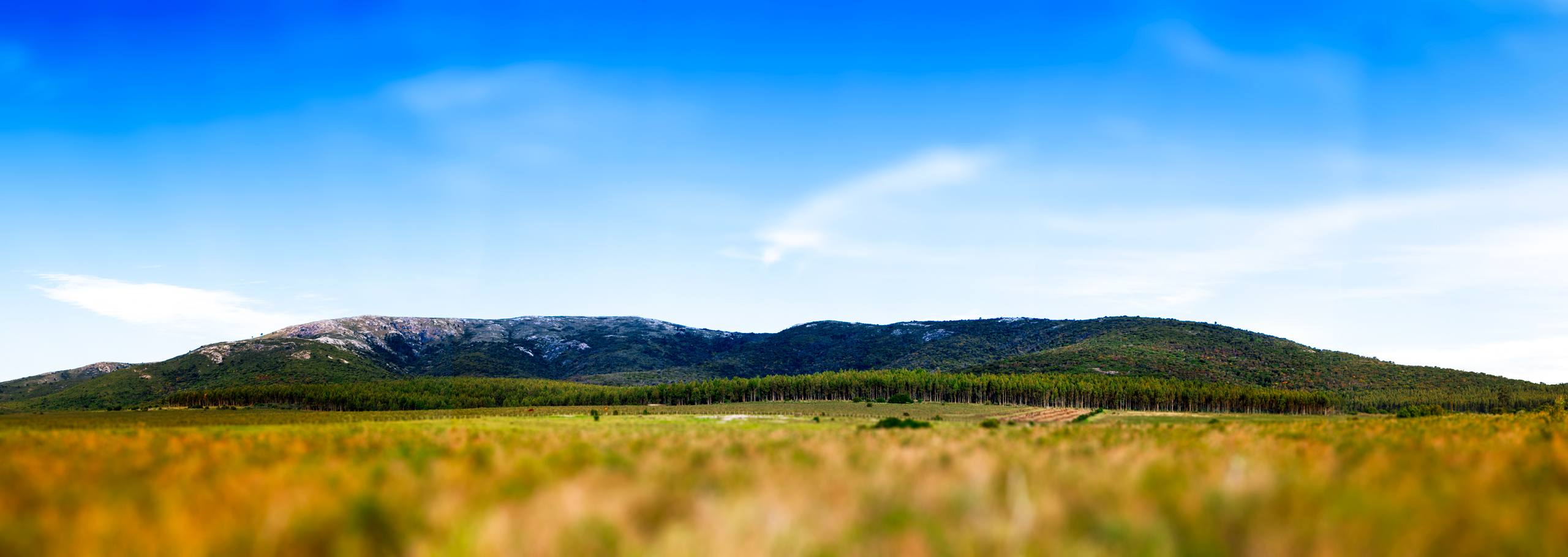
Vue panoramique sur la sierra de las Animas.

Prolongeant à l'est la sierra Carapé de même soubassement géologique, ce relief d'origine du Sud-Est de l'Uruguay est composé essentiellement de roches granitiques et de dépôts de gneiss[réf. nécessaire]. Il s'étend sur les départements de Lavalleja et de Maldonado où la sierra culmine à 501 mètres d'altitude au cerro de las Animas qui représente le deuxième sommet de l'Uruguay, après le cerro Catedral, point culminant du pays s'élevant à près de 514 mètres d'altitude. 
C'est aussi dans la sierra de las Animas que se trouve le site très touristique du cerro Pan de Azúcar, près de Piriápolis dans le département de Maldonado, et qui est le troisième sommet de l'Uruguay.

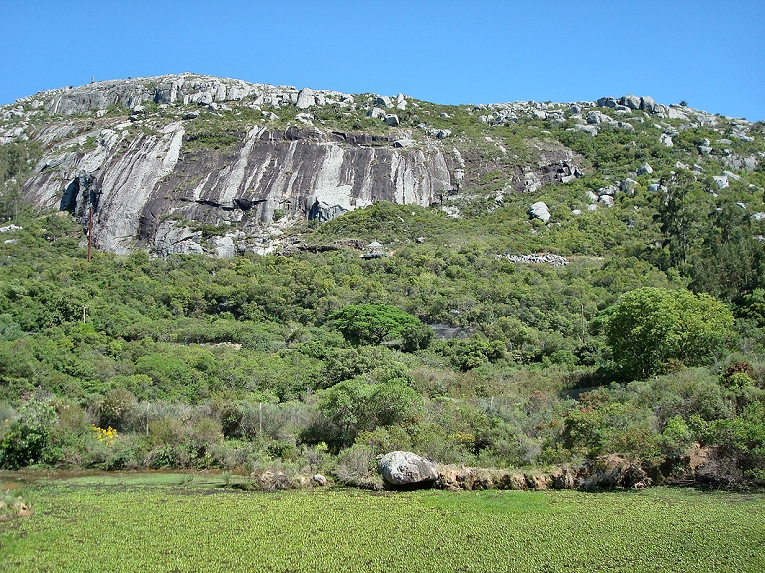
Le cerro Pan de Azúcar est un site très touristique en Uruguay.

La flore de la région est d'une grande diversité, typique de la végétation subtropicale. La faune se distingue par divers types de serpents venimeux, par différentes espèces de renards, de mouffettes, de tatous, une grande varieté d'araignées et d'insectes.

## Histoire
En 1832, Charles Darwin visita la sierra de las Animas et y établit un inventaire de la flore et de la faune locales.
Lors des célébrations de 1930 du centenaire de la Constitution de l'Uruguay, la sierra de las Ánimas fut dénommée sous l'appellation de Vigie nationale (en espagnol : Mirador Nacional) et un mât de 35 mètres de hauteur qui portait le pavillon national y fut érigé. Ce fait historique provient également du fait que le cerro de las Animas avec ses 501 mètres d'altitude était considéré comme étant le point culminant de l'Uruguay. Cette situation a duré jusqu'en 1973. Le mât avec son drapeau ont été dupliqués sur la plaza de la Bandera à Montevideo. Ce fut même le mât le plus haut de toute l'Amérique du Sud.